# 黄海龙门站
黃海龍門站（韓語：황해룡문역）是位于朝鮮民主主義人民共和國黃海南道信川郡的一個鐵路車站。屬於殷栗線。

## 歷史
- 1929年11月1日，落成使用。

## 邻近车站
殷栗線
信川站 - 黃海龍門站 - 三泉站